# Files transferred over shell protocol
Files transferred over shell protocol（FISH）とは、SSHやRSHを使ってコンピュータ間でファイルを転送したり、遠隔のファイルを管理するための通信プロトコルである。
FISHの利点は、サーバ側で必要となるのがSSHまたはRSHと、シェルおよびUNIXの標準ユーティリティ（ls、cat、dd）だけという点である。オプションとして、FISHサーバ専用プログラム（start_fish_server）もあり、UNIXのシェルを使わずにFISHコマンドを実行するため、操作が高速化される。
このプロトコルは1998年、Pavel Machek が Midnight Commander 向けに設計したものである。

## プロトコルのメッセージ
クライアントは、以下のようなテキスト形式の要求を送る。
```
#FISH_COMMAND 引数列...
等価なシェルコマンド群
複数行にまたがることもある
```

FISHコマンドには優先順位がある。サーバは理解できるFISHコマンドを実行する。理解できない場合は、等価なシェルコマンドを実行しようとする。専用サーバプログラムが動作していない場合、UNIXのシェルはFISHコマンドをコメント行として無視し、等価なシェルコマンドだけを実行する。
サーバの応答は複数行にまたがるが、常に以下の行が末尾に付く。
```
### xyz<オプションテキスト>
```

### はプレフィックス、xyz はリターンコードである。リターンコードはftpで使われているもののスーパーセットである。コード000と001は特殊で、その意味は最終行以前にサーバの出力があったかどうかで変わってくる。

## セッション開始
クライアントは echo FISH:;/bin/sh をリモートのマシンでコマンドとして実行することでSSHまたはRSHのコネクションを開始する。これにより、サーバ側で通常のRSHやSSHのコネクションとFISHのコネクションを区別することができる。
まず、サーバに対して FISH と VER という2つのコマンドを送る。
```
#FISH
echo; start_fish_server; echo '### 200'
```

```
#VER 0.0.2 <feature1> <feature2> <...>
echo '### 000'
```

サーバは VER コマンドに対して、次のような応答を返す。
```
VER 0.0.0 <feature2> <...>
### 200
```

これは、サポートされているFISHプロトコルのバージョンと、サポートされている拡張機能を示している。

## 実装
- Midnight Commander
- Lftp
- fish:// KDE kioslave (with Konqueror)